# Colonia Leyes de Reforma
Colonia Leyes de Reforma är en ort i Mexiko.   Den ligger i kommunen Mexicali och delstaten Baja California, i den nordvästra delen av landet, 2 100 km nordväst om huvudstaden Mexico City. Colonia Leyes de Reforma ligger 32 meter över havet och antalet invånare är 397.
Terrängen runt Colonia Leyes de Reforma är mycket platt. Runt Colonia Leyes de Reforma är det ganska tätbefolkat, med 83 invånare per kvadratkilometer. Närmaste större samhälle är San Luis Río Colorado, 19,7 km söder om Colonia Leyes de Reforma. Trakten runt Colonia Leyes de Reforma består till största delen av jordbruksmark.